# ناحیه وردیگریس، شهرستان آنتلوپ، نبراسکا
ناحیه وردیگریس، شهرستان آنتلوپ، نبراسکا (به انگلیسی: Verdigris Township, Antelope County, Nebraska) یک سکونتگاه مسکونی در ایالات متحده آمریکا است که در شهرستان آنتلوپ، نبراسکا واقع شده‌است.

## خصوصیات
ناحیه وردیگریس ۹۳٫۲۹ کیلومترمربع مساحت و ۷۸ نفر جمعیت دارد و ۵۰۷ متر بالاتر از سطح دریا واقع شده‌است.